# لافلين و جونز للصلب (شركة)
شركة لافلين وجونز للصلب (بالإنجليزية: Jones and Laughlin Steel Company)‏ بدأت تحت اسم شركة الحديد الأمريكية، حيث تأسست في عام 1852 من قبل برنارد لاوث وبنيامين فرانكلين جونز (الصناعي)، على بعد 4 كم إلى الجنوب من بيتسبرغ على طول نهر مونونجاهيلا. ثم اشترى جيمس لافلين نصيب لاوث في عام 1854. ثم تغير اسمها إلى "جونز ولافلين" في عام 1861، ويقع مقر مركزها الرئيس في وسط مدينة بيتسبرغ.